# 克拉斯諾沃利亞 (馬涅維奇區)
51°6′25″N 25°51′5″E / 51.10694°N 25.85139°E
克拉斯諾沃利亞（烏克蘭語：Красноволя），是烏克蘭西北部的村落，隸屬沃倫州的盧茨克區。該村面積3,090平方公里，海拔高度170米，2001年人口801，人口密度每平方公里0.26人。